# HSG Krefeld
Die HSG Krefeld Niederrhein ist eine Handball-Spielgemeinschaft aus Krefeld. Bis 2020 spielte sie unter dem Namen HSG Krefeld.

## Geschichte
Die HSG Krefeld wurde im Jahr 2013 von den in der Staffel West der 3. Liga spielenden Vereinen DJK SV Adler Königshof 1919 und SC Bayer 05 Uerdingen gegründet. Ziel der Kooperation war, den Handballsport in Krefeld dauerhaft in einer höheren Spielklasse zu etablieren. Das Spielrecht lag bis zum Ende der Spielzeit 2019/20 beim SC Bayer 05 Uerdingen. Aktuell besteht die Spielgemeinschaft aus den beiden Stammvereinen HSG Krefeld Niederrhein e.V. und Moerser SC. 
In der Saison 2018/2019 gelang der HSG erstmals der Aufstieg in die 2. Handball-Bundesliga. Nach dem coronabedingten Abbruch der Saison 2019/2020 erhielt die HSG Krefeld als einziger Verein keine Lizenz für den Spielbetrieb der Saison 2020/2021. Der Zweitligist hatte den Lizenzantrag nicht fristgemäß innerhalb der Ausschlussfrist zum 1. März 2020 bei der Lizenzierungskommission eingereicht, da er sportlich auf einem Abstiegsplatz stand.
Am 19. Mai 2020 verkündete der Verein, dass der SC Bayer 05 Uerdingen die Spielgemeinschaft verlassen wird. Ab der Saison 2020/21 werde das Team unter dem Namen HSG Krefeld Niederrhein antreten und als zweite Spielstätte im Enni-Sportpark Rheinkamp in Moers spielen. Ziel der Neuausrichtung sei die Stärkung des Handballs und der Marke am gesamten Niederrhein.
Nach der erneut vorzeitigen Beendigung des regulären Spielbetriebs in der Spielzeit 2020/2021 der 3. Liga aufgrund der COVID-19-Pandemie in Deutschland nutzte der Verein die Möglichkeit, sich für die außerordentliche Aufstiegsrunde zur 2. Handball-Bundesliga anzumelden; In den Spielzeiten 2021/2022, 2022/2023, 2023/2024 erreichte die HSG erneut jeweils die Aufstiegsrunde, konnte jedoch erst in der Saison 2024/2025 nach dem Gewinn der Staffel Süd-West der 3. Liga sowie dem Gewinn der Relegationsspiele gegen den TV Emsdetten (Hinspiel: 36:32 / Rückspiel 34:29) und den MTV Braunschweig (Hinspiel: 32:26 / Rückspiel: 29:31) den Wiederaufstieg in die 2. Handball-Bundesliga realisieren.

## Saisonplatzierungen
- 2013/14: Dritte Liga West, Platz: 9
- 2014/15: Dritte Liga West, Platz: 5
- 2015/16: Dritte Liga West, Platz: 3
- 2016/17: Dritte Liga West, Platz: 9
- 2017/18: Dritte Liga West, Platz: 4
- 2018/19: Dritte Liga West, Platz: 1, anschließender Gewinn der Relegation gegen den HC Empor Rostock (47:46 nach Hin-/Rückspiel), Aufstieg in die 2. Handball-Bundesliga
- 2019/20: 2. Bundesliga: Platz: 18, Abstieg in die Dritte Liga
- 2020/21: Dritte Liga, bundesweite Aufstiegsrunde, Play-off-Halbfinale
- 2021/22: Dritte Liga Staffel B, Platz: 1, Ausscheiden in der Hauptrunde des Aufstiegsturniers
- 2022/23: Dritte Liga Staffel West, Platz: 2
- 2023/24: Dritte Liga Staffel Süd-West, Platz: 2
- 2024/25: Dritte Liga Staffel Süd-West, Platz: 1,  anschließender Gewinn der Aufstiegsrunde gegen den TV Emsdetten und MTV Braunschweig, Aufstieg in die 2. Handball-Bundesliga

## Spielstätte
Pflichtspiele werden in der Sporthalle Glockenspitz ausgetragen, die ein Fassungsvermögen von bis zu 3.000 Zuschauern hat. In der Saison 2020/21 und 2021/2022 wurden einzelne Heimspiele im ENNI Sportpark Rheinkamp in Moers ausgetragen.
In der Saison 2022/23 wurde erstmals ein Pflichtspiel in der Heimspielstätte der Krefeld Pinguine, der YAYLA-Arena in Krefeld, gespielt. Beim Debütspiel wurde mit 8.245 Besuchern ein neuer Zuschauerrekord für die Yayla-Arena aufgestellt.

## Kader

### Kader Saison 2025/26
| Nr. | Name       | Vorname     | Position        |
| --- | ---------- | ----------- | --------------- |
| 1   | Rüspeler   | Finn        | Torwart         |
| 60  | Berblinger | Magnus      | Torwart         |
| 72  | Durmic     | Anel        | Torwart         |
| 3   | Krass      | Robert      | Rückraum rechts |
| 5   | Kolodziej  | Falk        | Rückraum Mitte  |
| 8   | Klasmann   | Christopher | Rückraum links  |
| 9   | Stefan     | Tim         | Rückraum        |
| 11  | Schneider  | Lucas       | Rückraum rechts |
| 20  | Siegler    | Lukas       | Rückraum links  |
| 23  | Schulz     | Mike        | Rechtsaußen     |
| 24  | Marquardt  | Cedric      | Linksaußen      |
| 25  | Michalski  | Niklas      | Rechtsaußen     |
| 26  | Braun      | Nick        | Linksaußen      |
| 33  | Jagieniak  | Lars        | Kreismitte      |
| 34  | Persson    | Jörn        | Rückraum Mitte  |
| 55  | Ingenpaß   | Niklas      | Kreismitte      |
| 63  | Rose       | Julius      | Rückraum Mitte  |
| 97  | Mircic     | Matija      | Rückraum links  |